# Samone (Piemont)
Samone – miejscowość i gmina we Włoszech, w regionie Piemont, w prowincji Turyn.
Według danych na rok 2008 gminę zamieszkiwały 1632 osoby.